# Kretoszczur
Kretoszczur (Bathyergus) – rodzaj ssaków z rodziny kretoszczurowatych (Bathyergidae).

## Nazewnictwo zwyczajowe
W polskiej literaturze zoologicznej nazwa zwyczajowa „kretoszczur” była w przeszłości używana dla oznaczania gatunku Georychus capensis. W wydanej w 2015 roku przez Muzeum i Instytut Zoologii Polskiej Akademii Nauk publikacji „Polskie nazewnictwo ssaków świata” wspomnianemu gatunkowi nadano nazwę piaskogrzeb przylądkowy, przeznaczając nazwę kretoszczur dla rodzaju Bathyergus. Rodzaj Georychus otrzymał nazwę piaskogrzeb.

## Zasięg występowania
Rodzaj obejmuje gatunki występujące w Afryce (Namibia i Południowa Afryka).

## Morfologia
Długość ciała (bez ogona) samic 170–329,9 mm, samców 170–353,7 mm, długość ogona samic 29,3–50 mm, samców 30,7–52 mm; masa ciała samic 195–960 g, samców 242–1300 g.

## Systematyka
Rodzaj zdefiniował w 1811 roku niemiecki zoolog Johann Karl Wilhelm Illiger w książce swojego autorstwa o tytule Prodromus systematis mammalium et avium. Na gatunek typowy Illiger wyznaczył (oznaczenie monotypowe) kretoszczura olbrzymiego (B. suillus).

### Etymologia
- Bathyergus (Bathiergus, Bathyerchus): gr. βαθυεργεω bathuergeō ‘pracować głęboko’[14].
- Orycterus: gr. ορυκτης oruktēs ‘kopacz’[15]. Gatunek typowy (oznaczenie monotypowe): Mus maritimus J.F. Gmelin, 1788 (= Mus suillus von Schreber, 1782).

### Podział systematyczny
Do rodzaju należą następujące występujące współcześnie gatunki:
- Bathyergus janetta O. Thomas & Schwann, 1904 – kretoszczur wydmowy
- Bathyergus suillus (von Schreber, 1782) – kretoszczur olbrzymi

Opisano również gatunek wymarły z pliocenu dzisiejszej Południowej Afryki:
- Bathyergus hendeyi Denys, 1998